# فضاء قابل للفصل
في الرياضيات، يسمى الفضاء الطوبولوجي القابل للفصل إذا كان يحتوي على مجموعة فرعية كثيفة قابلة للعد؛ وهذا يعني أنه يوجد متتالية {\displaystyle \{x_{n}\}_{n=1}^{\infty }} من عناصر فضاء بحيث تحتوي كل مجموعة فرعية مفتوحة غير فارغة من الفضاء على عنصر واحد على الأقل من المتتالية.
مثل البديهيات الأخرى للعد، فإن القابلية للفصل هي "قيود على الحجم"، ليس بالضرورة من حيث العلاقة الأساسية (على الرغم من وجود بديهية هاوسدورف، يتبين أن هذا هو الحال) ولكن بشكل أكثر دقة. المعنى الطوبولوجي. على وجه الخصوص، يتم تحديد كل دالة مستمرة في مساحةفضاء قابل للفصل والتي تكون صورته مجموعة فرعية من فضاء هاوسدورف من خلال قيمه على مجموعة فرعية كثيفة قابلة للعد.
قابلية الفصل على التباين مع الفكرة ذات الصلة للعد الثاني، والتي تكون بشكل عام أقوى ولكنها مكافئة في فئة الفضاءات القابلة للقياس.